# دائرة الحراش
دائرة الحراش إحدى دوائر الجزائر التابعة لولاية الجزائر. عاصمتها هي الحراش و تضم بلديات الحراش و وادي السمار و بوروبة و باش جراح.

## الوديان
يتضمن إقليم هذه الدائرة العديد من الوديان منها:
- وادي الحراش

## الشخصيات
- مصباح حويذق
- رشيد بلعالية

## مواضيع ذات صلة
- تاريخ ولاية الجزائر
- دوائر ولاية الجزائر
- بلديات ولاية الجزائر